# Botricello
Botricello (Votricèdu in calabrese) è un comune italiano di 4 988 abitanti della provincia di Catanzaro in Calabria.
Cittadina posizionata nel Golfo di Squillace, è divenuta autonoma nel 1957, dopo che per anni ha fatto parte del vicino comune di Andali. Non vanta una lunga tradizione storica, ma le belle spiagge e un clima particolarmente mite hanno dato un notevole impulso al turismo balneare che costituisce la sua principale risorsa economica.
Il paese ha due siti, Botricello superiore (o Soprano) che costituisce il nucleo antico ed è localizzato, verso l'interno, sulle colline, e Botricello (nuova), vicino alla costa, che invece si è sviluppata a partire dal secondo dopo guerra ai margini della Strada statale 106 Jonica. 
Il paese nuovo negli ultimi decenni ha subito un forte incremento demografico.

## Origini del nome
Secondo alcune fonti, il nome deriverebbe dal greco, "bothros" (fosso) con l'aggiunta del suffisso -icellu.

## Storia

### Simboli
Lo stemma del Comune di Botricello è stato concesso con decreto del presidente della Repubblica del 9 gennaio 2006.
Stemma
Gonfalone

## Monumenti e luoghi d'interesse

### Scavi archeologici
Il paese possiede un sito archeologico nella zona vicino al mare: si tratta di una necropoli di età tardo-antica, affine a quella di Roccelletta, i cui scavi sono stati effettuati tra il 1967 e il 1968.
Dalle numerose tombe a muretti laterizi o a ciottoli sono stati recuperati corredi ricchi di vasetti e vetri sottilissimi.
Accanto alla necropoli è stata rinvenuta una piccola basilica in pessimo stato di conservazione.

## Società

### Evoluzione demografica
Abitanti censiti

## Infrastrutture e trasporti

### Strade
Botricello è attraversata dalla Strada statale 106 Jonica.

## Amministrazione
| Periodo        | Periodo        | Primo cittadino       | Partito                              | Carica  | Note |
| -------------- | -------------- | --------------------- | ------------------------------------ | ------- | ---- |
| 23 aprile 1995 | 13 giugno 1999 | Michelangelo Ciurleo  | lista civica                         | sindaco |      |
| 13 giugno 1999 | 13 giugno 2004 | Michelangelo Ciurleo  | lista civica                         | sindaco |      |
| 13 giugno 2004 | 7 giugno 2009  | Giovanni Puccio       | lista civica                         | sindaco |      |
| 7 giugno 2009  | 25 maggio 2014 | Giovanni Camastra     | lista civica Indipendente            | sindaco |      |
| 25 maggio 2014 | 11 giugno 2017 | Tommaso Laporta       | lista civica "Uniti per Botricello"  | sindaco |      |
| 11 giugno 2017 | 11 giugno 2022 | Michelangelo Ciurleo  | lista civica "L'Altra Botricello"    | sindaco |      |
| 13 giugno 2022 | in carica      | Saverio Simone Puccio | lista civica "Liberi per Botricello" | sindaco |      |